# Norio Takahashi
Norio Takahashi (高橋 範夫 Takahashi Norio?, nacido el 15 de marzo de 1971 en Chiba) es un exfutbolista japonés. Jugaba de guardameta y su último club fue el Albirex Niigata Singapur.

## Trayectoria

### Clubes
| Club                     | País     | Año         |
| ------------------------ | -------- | ----------- |
| Nissan Motors            | Japón    | 1991        |
| Urawa Reds               | Japón    | 1992 - 1995 |
| Vegalta Sendai           | Japón    | 1996 - 2002 |
| Sagan Tosu               | Japón    | 2003        |
| Unión San Felipe         | Chile    | 2004        |
| Tokushima Vortis         | Japón    | 2005 - 2006 |
| Albirex Niigata Singapur | Singapur | 2007 - 2008 |